# Fred Baur
Fredric John Baur (14 de julio de 1918-4 de mayo de 2008) fue un químico orgánico de los Estados Unidos y diseñador del paquete de la famosa marca de patatas fritas Pringles. Baur solicitó una patente para el contenedor tubular de Pringles y para el método de envasado de las patatas curvas y apiladas en el contenedor en 1966, y se concedió en 1970. Sus otros logros incluyen el desarrollo de aceites fritos y helados liofilizados. Baur se graduó en la Universidad de Toledo, en Toledo, Ohio y recibió tanto sus maestrías como sus doctorados en la Universidad Estatal de Ohio. También sirvió en la Armada de los Estados Unidos como un fisiólogo de la aviación. 
Baur se sentía tan orgulloso de su invento que pidió ser incinerado y enterrado en un bote de Pringles. Los hijos de Baur colocaron parte de sus cenizas en el envase que colocaron en la tumba, en el suburbio del municipio de  Springfield, y el resto de sus cenizas fueron colocadas en dos urnas, una enterrada junto al bote y la otra se le entregó a su nieto.